# Exochus tibialis
Exochus tibialis är en stekelart som beskrevs av Holmgren 1858. Exochus tibialis ingår i släktet Exochus och familjen brokparasitsteklar. Arten är reproducerande i Sverige. Inga underarter finns listade i Catalogue of Life.